# Вайлуку (Гаваї)
Вайлуку (англ. Wailuku) — переписна місцевість (CDP) в США, в окрузі Мауї штату Гаваї. Населення — 17 697 осіб (2020).

## Географія
Вайлуку розташований за координатами 20°53′8″ пн. ш. 156°30′13″ зх. д. / 20.88556° пн. ш. 156.50361° зх. д. (20.885467, -156.503627).  За даними Бюро перепису населення США в 2010 році переписна місцевість мала площу 14,83 км², з яких 13,77 км² — суходіл та 1,06 км² — водойми.

### Клімат
Громада знаходиться у зоні, котра характеризується кліматом тропічних саван. Найтепліший місяць — серпень із середньою температурою 25.4 °C (77.8 °F). Найхолодніший місяць — лютий, із середньою температурою 21.9 °С (71.5 °F).
| Клімат Вайлуку          | Клімат Вайлуку | Клімат Вайлуку | Клімат Вайлуку | Клімат Вайлуку | Клімат Вайлуку | Клімат Вайлуку | Клімат Вайлуку | Клімат Вайлуку | Клімат Вайлуку | Клімат Вайлуку | Клімат Вайлуку | Клімат Вайлуку | Клімат Вайлуку |
| Показник                | Січ.           | Лют.           | Бер.           | Квіт.          | Трав.          | Черв.          | Лип.           | Серп.          | Вер.           | Жовт.          | Лист.          | Груд.          | Рік            |
| Абсолютний максимум, °C | 31,1           | 30,6           | 31,1           | 31,1           | 32,2           | 32,2           | 32,8           | 32,2           | 33,3           | 33,3           | 34,4           | 31,7           | 34,4           |
| Середній максимум, °C   | 26,3           | 25,9           | 26,2           | 26,7           | 27,5           | 28,5           | 28,7           | 29,1           | 29,6           | 29             | 27,7           | 26,4           | 27,6           |
| Середня температура, °C | 22             | 21,9           | 22,2           | 22,8           | 23,7           | 24,7           | 25,1           | 25,4           | 25,4           | 24,9           | 23,8           | 22,5           | 23,7           |
| Середній мінімум, °C    | 17,8           | 18             | 18,2           | 19             | 19,9           | 20,9           | 21,4           | 21,8           | 21,4           | 20,8           | 19,8           | 18,6           | 19,8           |
| Абсолютний мінімум, °C  | 10             | 12,8           | 12,8           | 13,9           | 15,6           | 16,7           | 17,2           | 16,7           | 16,7           | 14,4           | 13,9           | 11,1           | 10             |
| Норма опадів, мм        | 145            | 100            | 105            | 67             | 37             | 12             | 24             | 23             | 18             | 50             | 90             | 114            | 784            |
| Днів з опадами          | 11             | 11             | 12             | 11             | 8              | 6              | 9              | 8              | 7              | 9              | 11             | 11             | 114            |
| ----------------------- | -------------- | -------------- | -------------- | -------------- | -------------- | -------------- | -------------- | -------------- | -------------- | -------------- | -------------- | -------------- | -------------- |
| Джерело: Weatherbase    |                |                |                |                |                |                |                |                |                |                |                |                |                |

## Демографія
Згідно з переписом 2010 року, у переписній місцевості мешкало 15 313 осіб у 5600 домогосподарствах у складі 3663 родин. Густота населення становила 1032 особи/км².  Було 6250 помешкань (421/км²).
Расовий склад населення:
| - 37,2 % — азіатів - 21,0 % — білих - 10,8 % — вихідців з тихоокеанських островів - 0,6 % — чорних або афроамериканців - 0,3 % — корінних американців - 1,3 % — осіб інших рас |

До двох чи більше рас належало 28,8 %. Частка іспаномовних становила 10,3 % від усіх жителів.
За віковим діапазоном населення розподілялося таким чином: 23,5 % — особи молодші 18 років, 62,1 % — особи у віці 18—64 років, 14,4 % — особи у віці 65 років та старші. Медіана віку мешканця становила 40,8 року. На 100 осіб жіночої статі у переписній місцевості припадало 95,2 чоловіків;  на 100 жінок у віці від 18 років та старших — 94,7 чоловіків також старших 18 років.
Середній дохід на одне домашнє господарство  становив 84 185 доларів США (медіана — 69 768), а середній дохід на одну сім'ю — 99 357 доларів (медіана — 82 943). Медіана доходів становила 48 593 долари для чоловіків та 42 016 доларів для жінок. За межею бідності перебувало 12,7 % осіб, у тому числі 16,5 % дітей у віці до 18 років та 6,6 % осіб у віці 65 років та старших.
Цивільне працевлаштоване населення становило 7772 особи. Основні галузі зайнятості: освіта, охорона здоров'я та соціальна допомога — 22,1 %, мистецтво, розваги та відпочинок — 16,3 %, роздрібна торгівля — 11,6 %, науковці, спеціалісти, менеджери — 10,7 %.